# 卡查尼克市镇
卡查尼克市镇（羅馬化：Opština Kačanik），是科索沃烏羅舍瓦茨區的一个市镇，行政中心为卡查尼克。市镇面积为221平方公里，人口数量为33,409人（2011年）。